# Pau-de-chuva

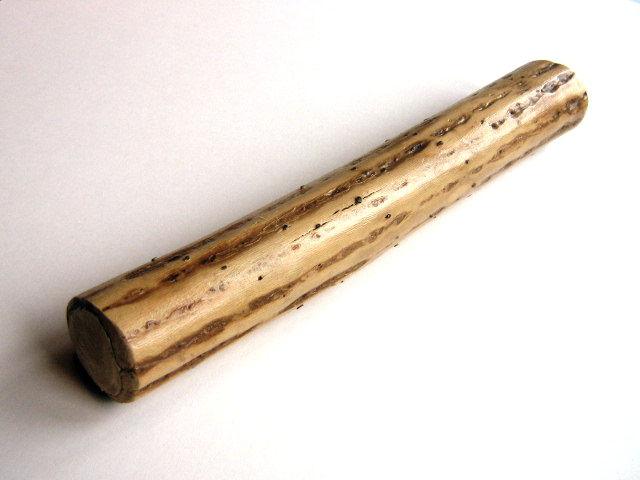
Um pau de chuva.

O pau de chuva é um instrumento musical idiofónico, ou seja, é o próprio corpo do instrumento que produz o som, instrumento de percussão e ritmo com um som musicalmente impreciso, próximo ao que chamamos de ruído, originário do Chile.
Muitos destes instrumentos têm forte presença em cerimônias religiosas ou na prática de rituais xamânicos, em sessões de santería cubana, que geraram ritmos populares como o son, o mambo, etc., denunciando alguma influência indígena na música negra cubana.
São desta família também diversos tipos de chocalhos africanos, alguns formados apenas por um corpo qualquer revestido com uma malha de fios e contas.
Este instrumento é decorado com símbolos indígenas.